# Портрет Цецілії Гварді
«Портрет Цецілії Гварді»  (італ. Retrato de Cecilia Guardi Tiepolo) — пастель венеційського художника Лоренцо Тьєполо, що зберігає Музей Венеції 18 століття.
Особливістю суспільного життя Венеції були тісні зв'язки з морем і флотом, епідемії хвороб, шпиталі (італійською Оспедалє) і купа позашлюбних дітей та сиріт. Так, художник Лоренцо Тьєполо був онуком флотського шкіпера. Сиріт творили як епідемії, що спустошували Венецію неодноразово, так і часті війни чи морські катастрофи. Аби врятувати сиріт та безпритульних дітей і були розроблені закони про шпиталі.

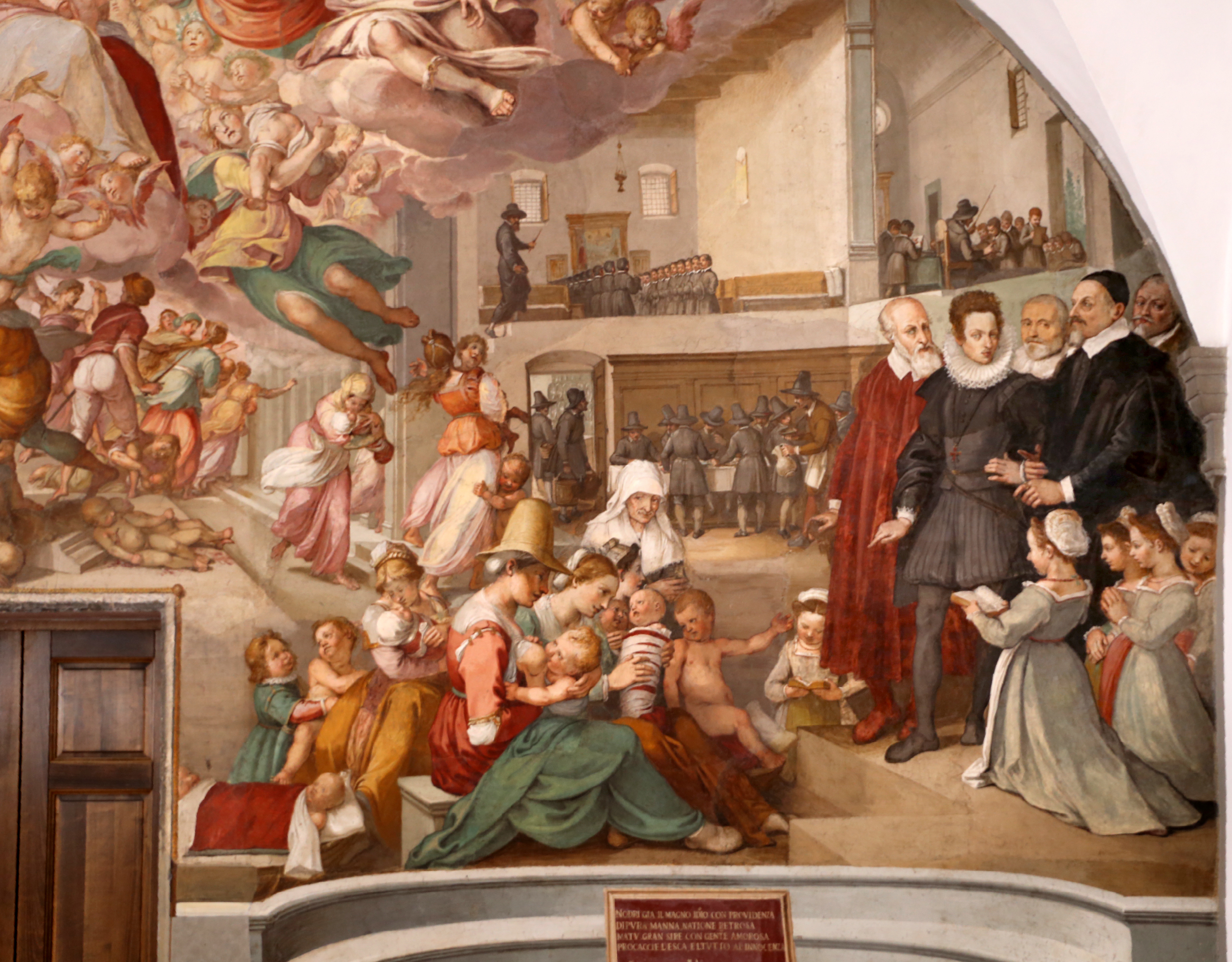
Худ. Бернардино Рочетті. Фреска зі сценами життя шпиталю для покинутих дітей.

Збереглася фреска художника Бернардино Рочетті (1542—1612) зі сценами життя шпиталю для покинутих дітей. Художник розповідає картиною увесь шлях позашлюбних дітей — ліворуч панель, де залишали небажаних і позашлюбних немовлят, служниць, що вносять немовлят, годують і доглядають в благодійному закладі. Зверху — дві сцени виховання і навчання сиріт під наглядом вчителя-ментора з лозиною для покарань неслухняних. Головне місце — відведене для комісії вельможних патронів закладу (груповий портрет), що відвідали благодійний заклад.
Головна функція шпиталю — лікування хворих та помираючих. Але в Венеції склалася традиція приймати в шпиталі і сиріт та позашлюбних дітей. Потрапляли в Оспедалє і діти дуже бідних родин. Особливо небезпечним було становище зовсім малих дівчат. Оспедалє рятував їх від страждань, суворого світу безпритульних, де їх чекали злидні і проституція, хвороби і рання смерть. Серед дівчаток, що потрапили в один з венеційських Оспедалє, була і Цецилія Гварді, сестра двох венеційських художників. Перебування в Оспедалє мало свої вимоги — це засвоєння якогось ремесла, отримання початкової освіти та вибір життєвого шляху. Для дівчини з Оспедалє було лише три пристойні шляхи — стати довічно працівницею у самому Оспедалє, піти в чорниці або вийти заміж. За чернечого режиму життя в Оспедалє найважчим для дівчини-вихованки було вийти заміж. Але Оспедалє надавав в такому випадку придане. Ще однією особливістю Оспедалє в Венеції було музичне виховання. Обдарованих дівчат навчали грі на музичних інструментах та співу. Музику для вихованок Оспедалє творили найкращі композитори Венеції, серед яких —
- Джованні Легренці (1626—1690)
- Франческо Гаспаріні (1667—1727),
- Нікола Порпора (1686—1766)
- Антоніо Лотті (1667—1740)
- Гассе (?)
- Антоніо Вівальді (1678—1741).

Молода і нестримна в почуттях Цецілія Гварді (1702–1779) витримала в Оспедалє лише декілька років. Романтичні стосунки, що пов'язали її та молодого художника Джамбаттіста, що виконував декоративні роботи в Оспедалє, закінчилися таємною втечею з монастирського закладу. Молоді вінчалися, а з часом художник та колишня вихованка Оспедалє стали батьками десяти дітей. Завдяки наполегливій праці родина не знала злиднів. А немолоду вже пані в мереживі та деяких родинних коштовностях писатиме пастельними фарбами її син — Лоренцо Тьєполо. В літній жінці з утомленим обличчям важко впізнати молоду і нестримну в почуттях Цецілію Гварді. Зате син трохи прикрасив портрет, створивши з бідної колись вихованки сирітського прихистку — поважну, хоча й майже невідому загалу «аристократку».